# Primera División de Costa Rica 1940
Die Primera División de Costa Rica 1940 war die 20. Spielzeit der Primera División de Costa Rica, der höchsten costa‑ricanischen Fußballliga. Es nahmen sechs Mannschaften teil. Cartago gewann zum 3. Mal in der Vereinsgeschichte die Meisterschaft.

## Austragungsmodus
- Die sechs teilnehmenden Teams spielten in einer Einfachrunde (Hin- und Rückspiel) den Meister aus.
- Der Letztplatzierte bestritt ein Relegationsspiel gegen den Meister der Zweiten Liga.

## Endstand

### Hauptrunde
| Pl.             | Verein             | Sp. | S | U | N | Tore  | Diff. | Punkte |
| --------------- | ------------------ | --- | - | - | - | ----- | ----- | ------ |
| 01              | CS Cartaginés      | 10  | 5 | 3 | 2 | 28:20 | 8     | 13     |
| 02              | Orión FC           | 10  | 5 | 2 | 3 | 19:18 | 1     | 12     |
| 03              | CS Herediano       | 10  | 4 | 3 | 3 | 28:20 | 8     | 11     |
| 04              | SG Española        | 10  | 5 | 0 | 5 | 20:26 | −6    | 10     |
| 05              | CS La Libertad     | 10  | 4 | 1 | 5 | 24:24 | 0     | 9      |
| 06              | LD Alajuelense (M) | 10  | 2 | 1 | 7 | 18:29 | −11   | 5      |
| Stand: Endstand |                    |     |   |   |   |       |       |        |

### Relegation
| Letzter 1°División | Ergebnis | Meister 2°División |
| ------------------ | -------- | ------------------ |
| LD Alajuelense     |          | CS Atlántico       |

| * | Das Endergebnis ist heute unbekannt. Sicher ist nur, dass Alajuela gewann und in der nächsten Spielzeit in der ersten Liga spielte. |